# Cianting Utara
Cianting Utara is een bestuurslaag in het regentschap Purwakarta van de provincie West-Java, Indonesië. Cianting Utara telt 2768 inwoners (volkstelling 2010).